# Munster (Alto Reno)
Munster (Menschter in dialetto alsaziano) è un comune francese di 4 711 abitanti situato nel dipartimento dell'Alto Reno nella regione del Grand Est.
Bagnata dal fiume Fecht, fu sede dell'abbazia benedettina di San Gregorio.
La cittadina dà inoltre il nome al formaggio Munster.

## Società

### Evoluzione demografica
Abitanti censiti